# اینفکتد ماشروم
اینفکتد ماشروم ((به انگلیسی: Infected mushroom)یک دی‌جی و گروه دونفرهٔ موسیقی الکترونیک سایکدلیک ترنس اسرائیلی در حیفا است که در اصل در سال ۱۹۹۶ به‌وسیلهٔ ارز آیزن و امیت دوودوانی در حیفا تشکیل شد. اکنون هر دوی آن‌ها مقیم لس‌آنجلس هستند. استفاده از ویژگی‌های مختلف موسیقی از جمله گیتار آکوستیک، ساختارهای پیچیدهٔ کنترباکس، ترکیب تکنیک‌های پرسرعت، ضربات طبل، صداهای آنالوگ و وکال‌های مختلف از مشخصه‌های آثار این گروه می‌باشد.
این گروه موسیقی تأثیر بسزایی در ارتقا و رشد فرهنگ سایدلیک و موسیقی سای ترنس داشته‌است.

## اعضاء گروه

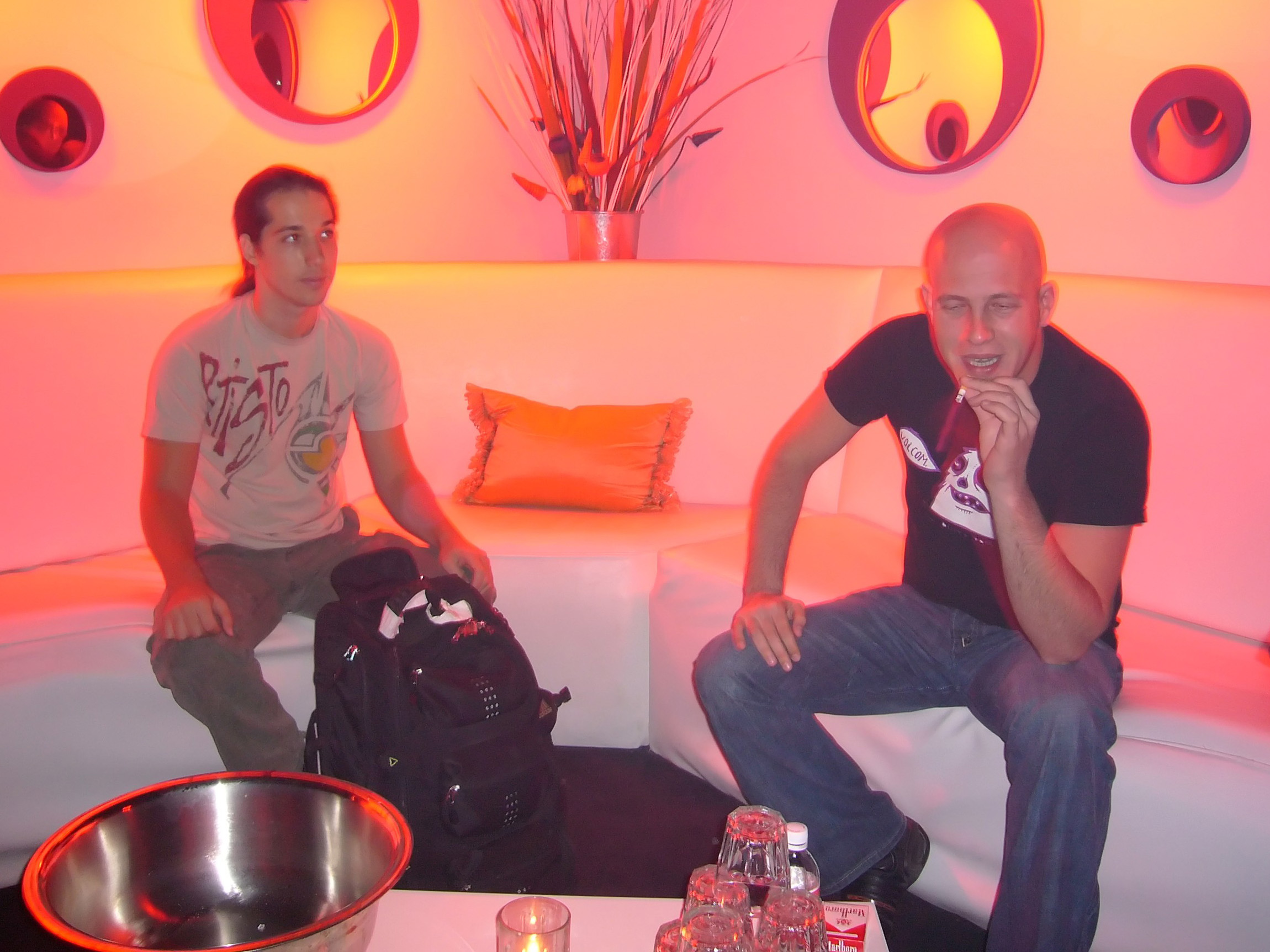
اینفکتد ماشروم در آگوست ۲۰۰۶

ارز آیزن (به انگلیسی: Erez Eisen) در ۸ سپتامبر ۱۹۸۰ میلادی در کریات یام متولد شد. وی آموزش موسیقی کلاسیک را در سنین جوانی شروع کرد. از سن ۸ سالگی در هنرستان حیفا شروع به نواختن موسیقی پیانو کلاسیک نمود، وی در سن ۱۱ سالگی شروع به نوازندگی با نرم‌افزارهای کامپیوتری کرد.
آیزن در سن ۱۸ سالگی با DJ Jörg از دیگر دی جی‌های سبک psy trance شروع به همکاری کرد و حاصل این همکاری سه آلبوم در این سبک بود.
امیت دوودوانی (به انگلیسی: Amit Duvdevani) در ۷ نوامبر سال ۱۹۷۴ میلادی در اسرائیل به دنیا آمد. او نیز همانند ارز آیزن از یک پس زمینه موسیقی می‌آمد. او در سن ۷ سالگی شروع به نواختن پیانو کرد و برای نه سال این کار را ادامه داد. وی پس از نه سال به سمت سبک هارد راک و پانک راک متمایل شد. امیت شروع به نواختن کیبرد و آهنگسازی در گروه Enzyme که یک گروه در حیفا بود پرداخت، سپس به خدمت سربازی رفت و به نام مستعار Duvdev شناخته می‌شد. پس از اتمام سربازی به هند رفت و در سبک گوآ شروع به فعالیت کرد و با یکی از اعضاء گروه شیداپو ۴ تراک ساختند که هیچ‌گاه منتشر نشد!

## فعالیت گروه
میانگین ۱۲۰ اجرای زنده در نقاط مختلف دنیا نشان دهنده بین‌المللی بودن این گروه است.
گروه اینفکتد ماشروم دو بار جز ده دی جی برتر دنیا در مجلهٔ DJ Magazine نام گذاری شده‌اند.